# 伍德縣 (西維吉尼亞州)
伍德县（英語：Wood County）是美国西維吉尼亞州西北部的一個縣，西北隔俄亥俄河與俄亥俄州相望，面積976平方公里。根據2020年美國人口普查，共有人口84,296人。縣治帕克斯堡（Parkersburg）。該縣成立於1798年12月21日，縣名紀念曾任維珍尼亞州州長的詹姆斯·伍德（James Wood）。